# Alloscirtetica alvarengai
Alloscirtetica alvarengai är en biart som beskrevs av Urban 1971. Alloscirtetica alvarengai ingår i släktet Alloscirtetica och familjen långtungebin. Inga underarter finns listade i Catalogue of Life.